# Direttore dell'Intelligence nazionale
Il Direttore dell'Intelligence Nazionale (in inglese: Director of National Intelligence o DNI) ha il rango di membro del gabinetto degli Stati Uniti d'America. È direttamente sottoposto all'autorità, alla direzione e al controllo del Presidente degli Stati Uniti, il quale, a norma del Intelligence Reform and Terrorism Prevention Act approvato nel 2004:
- è il principale consigliere del presidente degli Stati Uniti, del National Security Council e dell'Homeland Security Council per le questioni di intelligence correlate alla sicurezza nazionale;
- dirige la United States Intelligence Community, composta da sedici enti e agenzie;
- supervisiona e dirige il National Intelligence Program.

A norma dello United States Code, il Direttore dell'Intelligence Nazionale dev'essere un ufficiale in attività delle Forze armate statunitensi oppure avere una comprovata esperienza nel settore della intelligence militare. Non si specifica quale grado competa al Direttore durante il suo incarico ma si ritiene che gli spetti il grado di generale a quattro stelle o di ammiraglio. Viene nominato dal Presidente, ma la sua nomina deve essere ratificata dal Senato. Il direttore, produce il President's Daily Brief, un documento classificato che include informazioni di intelligence da tutte le agenzie del Community, consegnato ogni mattina al presidente degli Stati Uniti.

## Storia
Prima che il DNI fosse formalmente istituito, il capo della United States Intelligence Community era il direttore della Central Intelligence (DCI), che contemporaneamente ricopriva la carica di direttore della Central Intelligence Agency (CIA).
La Commissione sull'11 settembre raccomandò di stabilire la posizione del DNI nel suo rapporto, pubblicato solo il 22 luglio 2004, poiché aveva individuato gravi carenze nell'intelligence che mettevano in discussione la capacità della comunità dell'intelligence di proteggere gli interessi degli Stati Uniti dagli attacchi terroristici stranieri.
I senatori Dianne Feinstein, Jay Rockefeller e Bob Graham hanno presentato la S. 2645 il 19 giugno 2002, per creare la posizione di Direttore dell'intelligence nazionale. Dopo un considerevole dibattito sulla portata dei poteri e delle autorità del DNI, il Congresso degli Stati Uniti ha approvato l'Intelligence Reform and Terrorism Prevention Act del 2004 con 336 voti alla Camera e 89 voti al Senato. Il presidente George W. Bush ha firmato il disegno di legge il 17 dicembre 2004. Tra le altre cose, la legge ha stabilito la posizione del DNI come leader designato della United States Intelligence Community e ha proibito al DNI di svolgere contemporaneamente la funzione di direttore della CIA o di capo di qualsiasi altro elemento della comunità di intelligence. Inoltre, la legge richiedeva al direttore della CIA di segnalare le attività della propria agenzia al DNI.
I critici affermano che i compromessi durante l'elaborazione del disegno di legge hanno portato all'istituzione di un DNI i cui poteri sono troppo deboli per guidare, gestire e migliorare adeguatamente le prestazioni della comunità di intelligence. In particolare, la legge ha lasciato il Dipartimento della Difesa degli Stati Uniti a capo della National Security Agency (NSA), del National Reconnaissance Office (NRO) e della National Geospatial-Intelligence Agency (NGA).

## Direttori
| Nome                         | Periodo di carica                  | Presidente degli Stati Uniti nominante |
| ---------------------------- | ---------------------------------- | -------------------------------------- |
| John Negroponte              | 21 aprile 2005 – 13 febbraio 2007  | George W. Bush                         |
| John Michael McConnell       | 13 febbraio 2007 – 27 gennaio 2009 | George W. Bush                         |
| Dennis Blair                 | 29 gennaio 2009 – 28 maggio 2010   | Barack Obama                           |
| James Clapper                | 5 agosto 2010 – 20 gennaio 2017    | Barack Obama                           |
| Dan Coats                    | 16 marzo 2017 – 15 agosto 2019     | Donald Trump                           |
| Joseph Maguire (ad interim)  | 19 agosto 2019 – 20 febbraio 2020  | Donald Trump                           |
| Richard Grenell (ad interim) | 20 febbraio 2020 - 26 maggio 2020  | Donald Trump                           |
| John Ratcliffe               | 26 maggio 2020 - 20 gennaio 2021   | Donald Trump                           |
| Lora Shiao (ad interim)      | 20 gennaio 2021 - 21 gennaio 2021  | Joe Biden                              |
| Avril Haines                 | 21 gennaio 2021 - 20 gennaio 2025  | Joe Biden                              |
| Stacey Dixon (ad interim)    | 20 gennaio 2025 - 25 gennaio 2025  | Donald Trump                           |
| Lora Shiao (ad interim)      | 25 gennaio 2025 - 12 febbraio 2025 | Donald Trump                           |
| Tulsi Gabbard                | 12 febbraio 2025 - in carica       | Donald Trump                           |